# Цитадель (шахматы)
Шатрандж Аль-Хасан (Shatranj al-husun), или Цитадель, — один из наиболее играемых вариантов шатранджа.
Игра идёт на доске 10х10, которая имеет четыре дополнительные поля — цитадели. Существует несколько начальных расстановок фигур. Игроки имеют в своем распоряжении обычные фигуры, используемые в шатрандже, но дополнительно у них есть по две военные машины и по две пешки.
Доска представляет собой квадрат 10х10; у каждого угла, смежные по диагонали, есть ещё четыре поля. Таким образом, полей а2-а11, b1-k1, b12-k12, l2-l11 не существует.

## Правила
- Король, конь и ладья ходят как в классических шахматах.
- Генерал ходит на 1 поле по диагонали.
- Слон ходит на два поля по диагонали и может перескакивать через фигуры.
- Пешки ходят, как пешки в классических шахматах, но не могут ходить на два поля при первом ходе. При достижении последней линии доски, пешка превращается в генерала.
- Ходы военной машины соответствует ходам слона в классических шахматах.
- Когда король достигает цитадели на стороне соперника, игра считается законченной вничью.
- В отличие от шатранджа, здесь нет правила «голого короля», то есть игра продолжается, когда у одного из соперников остается один король.